# Ifrane Airport
Ifrane Airport is het vliegveld van de Marokkaanse stad Ifrane. Het ligt enkele kilometers ten zuidwesten van de stad langs de route Nationale N8. Ifrane staat bekend als wintersportoord en door de Al-Akhawayn Universiteit, een Engelstalige privé-universiteit.
De stad heeft een uitgesproken landklimaat en ligt tussen Fez en Meknes in de regio Meknès-Tafilalet in de Midden-Atlas.

## Faciliteiten
Dit hooggelegen (1664 meter boven zeeniveau) vliegveld heeft een enkele start- en landingsbaan van ruim 2100 meter lang en 35 meter breed (6920 × 115 voet). De richting van de baan is noordoost/zuidwest. De landingsbaan is niet verlicht. Ifrane Tower luistert op de radiofrequentie 131,000 MHz.

## Maatschappijen en bestemmingen
Ifrane is een bekend ski-resort in Marokko. Royal Air Maroc Express heeft voor het winterseizoen 2011 diverse vluchten in haar reisschema opgenomen van en naar Casablanca en maatschappij Thomson Airways heeft chartervluchten naar Agadir en Londen Gatwick.

## Bijzonderheden
In tegenstelling tot de meeste publieke vliegvelden wordt het vliegveld van Ifrane niet beheerd door de nationale exploitant ONDA. Er zijn geen incidenten of ongelukken bekend met betrekking tot dit vliegveld

### METIS project
De lokale universiteit Al-Akhawayn was nauw betrokken bij het project Metis voor de verhoging van de veiligheid op publieke vliegvelden via precisie-trackingsystemen voor voertuigen die rondrijden op vliegvelden. In 2009 werd dit systeem gedemonstreerd op het Mohammed V vliegveld in Casablanca. Met het systeem kunnen voertuigen op het vliegveld zeer nauwkeurig gevolgd worden en alle bewegingen zijn zichtbaar op de grondradarsystemen van de verkeersleiders in de toren. Daarnaast alarmeert het systeem automatisch de verkeersleiders en de bestuurder van het grondvoertuig als het voertuig een 'verboden zone' betreedt en bij verdere ontwikkelingen zouden er ook andere alarmsituaties geprogrammeerd kunnen worden, bijvoorbeeld bij het naderen van een start-/landingsbaan die is vrijgegeven voor een vliegtuig om te landen of op te stijgen (en andersom: als er nog een grondvoertuig op de baan is kan deze niet worden vrijgegeven voor gebruik door een vliegtuig).

De bestaande nauwkeurigheid is 4 meter maar deze nauwkeurigheid zal nog vergroot worden als boven op de standaard gps-navigatie ook het Europese overlay-systeem EGNOS volledig operationeel is. Het METIS-project was een demonstratieproject om de toegevoegde mogelijkheden van EGNOS te demonstreren.